# Gratulálunk: 50 éves az Eurovíziós Dalfesztivál
A Gratulálunk: 50 éves az Eurovíziós Dalfesztivál egy televíziós műsor volt, melyet Európai Műsorsugárzók Uniója (EBU) rendezett az Eurovíziós Dalfesztivál ötvenedik évfordulója tiszteletére, illetve hogy megválasszák a  dalfesztivál első ötven évének legnépszerűbb dalát. A versenyt Dánia fővárosában, Koppenhágában rendezték meg, 2005. október 22-én. Így a házigazda műsorszolgáltató a Danmarks Radio (DR) volt. Harmincegy EBU-tagország közvetítette a versenyt, Magyarországon 2005. november 15-én este 23:15-től tűzte műsorra a gálát a Petőfi Rádió.

## A műsor

### 1. kör
| #  | Ország             | Év   | Nyelv   | Előadó             | Dal                           | Magyar fordítás              | Helyezés | Pontszám |
| -- | ------------------ | ---- | ------- | ------------------ | ----------------------------- | ---------------------------- | -------- | -------- |
| 01 | Egyesült Királyság | 1968 | angol   | Cliff Richard      | Congratulations               | Gratulálok                   | 8.       | 105      |
| 02 | Írország           | 1980 | angol   | Johnny Logan       | What’s Another Year?          | Mit ér egy újabb év?         | 12.      | 74       |
| 03 | Izrael             | 1998 | héber   | Dana International | Diva                          | Díva                         | 13.      | 39       |
| 04 | Spanyolország      | 1973 | spanyol | Mocedades          | Eres tú                       | Te vagy                      | 11.      | 90       |
| 05 | Németország        | 1982 | német   | Nicole             | Ein bißchen Frieden           | Egy kis béke                 | 7.       | 106      |
| 06 | Olaszország        | 1958 | olasz   | Domenico Modugno   | Nel blu dipinto di blu        | Kékre színezett kékben       | 2.       | 200      |
| 07 | Svédország         | 1974 | angol   | ABBA               | Waterloo                      | —                            | 1.       | 331      |
| 08 | Dánia              | 2000 | angol   | Olsen Brothers     | Fly on the Wings of Love      | Szállj a szerelem szárnyain  | 6.       | 111      |
| 09 | Luxemburg          | 1965 | francia | France Gall        | Poupée de cire, poupée de son | Viaszbaba, rongybaba         | 14.      | 37       |
| 10 | Törökország        | 2003 | angol   | Sertab Erener      | Everyway That I Can           | Mindenféleképpen             | 9.       | 104      |
| 11 | Svájc              | 1988 | francia | Céline Dion        | Ne partez pas sans moi        | Ne menj el nélkülem          | 10.      | 98       |
| 12 | Írország           | 1987 | angol   | Johnny Logan       | Hold Me Now                   | Ölelj most át                | 3.       | 182      |
| 13 | Egyesült Királyság | 1976 | angol   | Brotherhood of Man | Save Your Kisses for Me       | Őrizd meg a csókjaidat nekem | 5.       | 154      |
| 14 | Görögország        | 2005 | angol   | Helena Paparizou   | My Number One                 | Az én első helyezettem       | 4.       | 167      |

### 2. kör
| #  | Ország             | Év   | Nyelv | Előadó             | Dal                     | Magyar fordítás              | Helyezés | Pontszám |
| -- | ------------------ | ---- | ----- | ------------------ | ----------------------- | ---------------------------- | -------- | -------- |
| 01 | Olaszország        | 1958 | olasz | Domenico Modugno   | Nel blu dipinto di blu  | Kékre színezett kékben       | 2.       | 267      |
| 02 | Svédország         | 1974 | angol | ABBA               | Waterloo                | —                            | 1.       | 329      |
| 03 | Írország           | 1987 | angol | Johnny Logan       | Hold Me Now             | Ölelj most át                | 3.       | 262      |
| 04 | Egyesült Királyság | 1976 | angol | Brotherhood of Man | Save Your Kisses for Me | Őrizd meg a csókjaidat nekem | 5.       | 230      |
| 05 | Görögország        | 2005 | angol | Helena Paparizou   | My Number One           | Az én első helyezettem       | 4.       | 245      |

## Ponttáblázat

### 1. kör
| Dalok                           | Össz. | Szavazók | Szavazók | Szavazók | Szavazók            | Szavazók     | Szavazók | Szavazók | Szavazók   | Szavazók    | Szavazók    | Szavazók | Szavazók | Szavazók | Szavazók   | Szavazók | Szavazók  | Szavazók | Szavazók | Szavazók  | Szavazók | Szavazók      | Szavazók   | Szavazók | Szavazók    | Szavazók              | Szavazók  | Szavazók      | Szavazók   | Szavazók | Szavazók    | Szavazók | Szavazók |
| Dalok                           | Össz. | Andorra  | Ausztria | Belgium  | Bosznia-Hercegovina | Horvátország | Ciprus   | Dánia    | Finnország | Németország | Görögország | Izland   | Írország | Izrael   | Lettország | Litvánia | Macedónia | Málta    | Monaco   | Hollandia | Norvégia | Lengyelország | Portugália | Románia  | Oroszország | Szerbia és Montenegró | Szlovénia | Spanyolország | Svédország | Svájc    | Törökország | Ukrajna  |          |
| ------------------------------- | ----- | -------- | -------- | -------- | ------------------- | ------------ | -------- | -------- | ---------- | ----------- | ----------- | -------- | -------- | -------- | ---------- | -------- | --------- | -------- | -------- | --------- | -------- | ------------- | ---------- | -------- | ----------- | --------------------- | --------- | ------------- | ---------- | -------- | ----------- | -------- | -------- |
| "Congratulations"               | 105   | 8        | 10       |          | 1                   | 5            | 8        | 6        | 1          | 2           | 3           | 5        | 5        |          | 5          |          |           | 10       |          | 3         | 4        | 7             | 2          | 4        |             | 1                     | 1         | 2             | 7          |          |             | 5        |          |
| "What’s Another Year?"          | 74    | 2        |          | 4        |                     |              | 6        | 5        | 4          | 1           | 6           |          | 8        |          |            | 3        | 3         | 2        | 3        | 6         | 6        |               | 4          | 6        |             |                       |           |               |            | 1        | 4           |          |          |
| "Diva"                          | 39    |          |          | 3        |                     |              | 1        |          | 3          |             |             |          |          | 12       | 2          | 2        |           |          | 1        |           |          |               |            |          | 6           | 2                     |           | 3             |            |          |             | 4        |          |
| "Eres tú"                       | 90    | 10       |          | 10       | 5                   |              |          | 3        | 10         | 4           |             |          |          | 10       |            |          | 1         |          |          | 12        |          |               | 6          |          |             |                       | 3         | 12            |            |          | 1           | 3        |          |
| "Ein bißchen Frieden"           | 106   | 1        | 3        |          | 2                   | 3            | 3        | 4        | 5          | 3           |             | 8        | 6        | 2        | 7          | 7        |           | 1        | 0        | 4         | 5        | 5             | 7          | 3        | 1           | 3                     | 8         | 4             | 4          | 4        | 3           | 12       |          |
| "Nel blu dipinto di blu"        | 200   | 6        | 7        | 6        | 7                   | 10           | 5        |          | 8          | 7           | 8           | 7        | 2        | 4        | 6          | 8        | 7         | 6        | 8        |           | 2        | 6             | 8          | 7        | 10          | 8                     | 10        | 8             | 5          | 8        | 10          | 6        |          |
| "Waterloo"                      | 331   | 12       | 12       | 12       | 8                   | 12           | 10       | 12       | 12         | 12          | 7           | 10       | 10       | 8        | 12         | 12       | 8         | 8        | 12       | 10        | 12       | 12            | 12         | 8        | 12          | 12                    | 12        | 10            | 12         | 10       | 8           | 12       |          |
| "Fly on the Wings of Love"      | 111   | 3        | 5        | 1        |                     | 6            |          | 10       |            | 6           |             | 12       | 7        |          | 10         | 10       | 2         | 7        | 2        |           | 8        | 3             |            | 1        | 3           |                       | 4         |               | 8          | 3        |             |          |          |
| "Poupée de cire, poupée de son" | 37    |          | 8        | 8        |                     | 1            |          |          | 2          |             | 1           |          |          | 3        |            |          |           |          | 7        |           |          | 1             |            |          | 2           |                       |           | 1             | 1          |          |             | 2        |          |
| "Everyway That I Can"           | 104   |          |          | 2        | 10                  |              | 2        |          | 6          | 8           | 4           | 4        | 3        | 7        | 1          | 1        | 4         |          |          | 8         |          |               |            | 5        | 5           | 5                     | 2         | 5             | 3          | 7        | 12          |          |          |
| "Ne partez pas sans moi"        | 98    | 7        | 1        |          | 3                   | 2            |          | 1        |            |             | 5           | 1        | 1        | 1        | 4          |          | 10        | 3        | 10       | 2         | 1        | 8             | 3          |          | 4           | 4                     |           |               | 2          | 12       | 5           | 8        |          |
| "Hold Me Now"                   | 182   |          | 4        | 5        | 6                   | 8            | 7        | 7        | 7          | 10          | 10          | 2        | 12       | 5        |            | 4        | 12        | 12       | 5        | 7         | 10       | 2             | 5          | 10       |             | 10                    | 7         |               | 6          | 6        | 2           | 1        |          |
| "Save Your Kisses for Me"       | 154   | 4        | 6        |          | 4                   | 7            | 4        | 8        |            |             | 2           | 3        |          | 6        | 8          | 6        | 6         | 5        | 6        | 5         | 7        | 10            | 10         | 2        | 8           | 6                     | 6         | 6             |            | 2        | 7           | 10       |          |
| "My Number One"                 | 167   | 5        | 2        | 7        | 12                  | 4            | 12       | 2        |            | 5           | 12          | 6        | 4        |          | 3          | 5        | 5         | 4        | 4        | 1         | 3        | 4             | 1          | 12       | 7           | 7                     | 5         | 7             | 10         | 5        | 6           | 7        |          |

### 2. kör
| Dalok                     | Össz. | Szavazók | Szavazók | Szavazók | Szavazók            | Szavazók     | Szavazók | Szavazók | Szavazók   | Szavazók    | Szavazók    | Szavazók | Szavazók | Szavazók | Szavazók   | Szavazók | Szavazók  | Szavazók | Szavazók | Szavazók  | Szavazók | Szavazók      | Szavazók   | Szavazók | Szavazók    | Szavazók              | Szavazók  | Szavazók      | Szavazók   | Szavazók | Szavazók    | Szavazók | Szavazók |
| Dalok                     | Össz. | Andorra  | Ausztria | Belgium  | Bosznia-Hercegovina | Horvátország | Ciprus   | Dánia    | Finnország | Németország | Görögország | Izland   | Írország | Izrael   | Lettország | Litvánia | Macedónia | Málta    | Monaco   | Hollandia | Norvégia | Lengyelország | Portugália | Románia  | Oroszország | Szerbia és Montenegró | Szlovénia | Spanyolország | Svédország | Svájc    | Törökország | Ukrajna  |          |
| ------------------------- | ----- | -------- | -------- | -------- | ------------------- | ------------ | -------- | -------- | ---------- | ----------- | ----------- | -------- | -------- | -------- | ---------- | -------- | --------- | -------- | -------- | --------- | -------- | ------------- | ---------- | -------- | ----------- | --------------------- | --------- | ------------- | ---------- | -------- | ----------- | -------- | -------- |
| "Nel blu dipinto di blu"  | 267   | 10       | 10       | 8        | 10                  | 8            | 7        | 6        | 10         | 12          | 8           | 10       | 7        | 7        | 8          | 12       | 8         | 8        | 10       | 6         | 6        | 8             | 8          | 7        | 10          | 7                     | 10        | 10            | 7          | 10       | 12          | 7        |          |
| "Waterloo"                | 329   | 12       | 12       | 12       | 8                   | 10           | 10       | 12       | 12         | 7           | 7           | 12       | 10       | 10       | 12         | 10       | 10        | 10       | 12       | 12        | 12       | 12            | 7          | 8        | 12          | 10                    | 12        | 12            | 12         | 12       | 8           | 12       |          |
| "Hold Me Now"             | 262   | 6        | 7        | 10       | 7                   | 12           | 8        | 10       | 8          | 8           | 10          | 8        | 12       | 8        | 6          | 6        | 12        | 12       | 7        | 10        | 10       | 6             | 12         | 12       | 6           | 8                     | 8         | 6             | 8          | 7        | 6           | 6        |          |
| "Save Your Kisses for Me" | 230   | 7        | 8        | 6        | 6                   | 6            | 6        | 8        | 7          | 6           | 6           | 7        | 6        | 12       | 10         | 8        | 7         | 6        | 8        | 8         | 8        | 10            | 10         | 6        | 8           | 6                     | 7         | 8             | 6          | 6        | 7           | 10       |          |
| "My Number One"           | 245   | 8        | 6        | 7        | 12                  | 7            | 12       | 7        | 6          | 10          | 12          | 6        | 8        | 6        | 7          | 7        | 6         | 7        | 6        | 7         | 7        | 7             | 6          | 10       | 7           | 12                    | 6         | 7             | 10         | 8        | 10          | 8        |          |

## Külső hivatkozások
- YouTube videó: Gratulálunk: 50 éves az Eurovíziós Dalfesztivál